# Абделхамид Абду
Ибрахим Абделхамид Абду (рођен 20. децембра 1905, датум смрти непознат) био је египатски фудбалски дефанзивац који је играо за Египат на Светском првенству у фудбалу 1934. године. Такође је играо за Ел-Олимпи, и био је део египатског тима на Летњим олимпијским играма 1936. године, али није играо ни на једном мечу.